# Laurynas Beliauskas
Laurynas Beliauskas (nacido el 2 de mayo de 1997, Klaipėda) es un jugador de baloncesto con nacionalidad lituana. Mide 1,92 metros, y juega en la posición de Base para el Monbus Obradoiro de la Liga ACB.

## Trayectoria
Es un jugador que puede alternar las posiciones de base y escolta formado en la cantera del BC Neptūnas. Tras debutar con el primer equipo, el jugador sería cedido durante varias temporadas al BC Žalgiris-2,  Klaipėdos Nafta-Universitetas y BC Nevėžis.
Durante la primera vuelta de la temporada 2019-20 firmó los mejores números de su carrera: 15,3 puntos (con un 42,4 % en tiros de tres), 3,9 asistencias, 1,3 recuperaciones de balón y 15,3 créditos de valoración.
En enero de 2020, firma con el Monbus Obradoiro de la Liga Endesa por 3 temporadas.

## Selección nacional
Ha sido internacional en categorías inferiores. Con la selección Sub-20 logró la medalla de plata en el Europeo de Helsinki, y la de bronce con el combinado sub-18 en el de Volos.